# 東京巨蛋 (企業)
株式會社東京巨蛋（日語：株式会社東京ドーム），是經營東京巨蛋、Tokyo Dome City Attractions（舊後樂園遊園地）等的公司。舊稱後樂園球場。總社位於東京都文京區。2021年起，由三井不動產持股80%、讀賣新聞集團本社持股20%，成為三井不動產的連結子會社（子公司）。

## 沿革
- 1936年12月25日， 株式會社後樂園球場設立。
- 1937年，後樂園球場完成。
- 1949年，在東京證券交易所、大阪證券交易所等交易所上市。後樂園競輪場（日语：後楽園競輪場）開業。
- 1988年，建於後樂園競輪場原址的東京巨蛋開業。
- 1990年9月，公司更名為「株式會社東京巨蛋」。

## 關連企業
- 東京巨蛋飯店

## 外部鏈結
- 官方网站